# Taça Amílcar Cabral de 2009
A Taça Amílcar Cabral de 2009 seria a XXª edição da Taça Amílcar Cabral e seria disputada na Mauritânia entre novembro e dezembro de 2009. Porém, a pedido do país-anfitrião, foi transferida para março de 2010, sendo definitivamente cancelada pouco antes de sua realização.

## Nações Participantes
- Cabo Verde
- Gâmbia
- Guiné
- Guiné-Bissau
- Mali
- Mauritânia (país-sede)
- Senegal
- Serra Leoa

Em 2017, após algumas participações como convidados, todos os países da Zona 2 da África Ocidental passaram a disputar a Copa das Nações do Oeste Africano.